# 1576 Fabiola
Fabiola (asteróide 1576) é um asteróide da cintura principal com um diâmetro de 27,25 quilómetros, a 2,5944585 UA. Possui uma excentricidade de 0,1741285 e um período orbital de 2 033,75 dias (5,57 anos).
Fabiola tem uma velocidade orbital média de 16,80450113 km/s e uma inclinação de 0,94441º.
Esse asteróide foi descoberto em 30 de Setembro de 1948 por Sylvain Arend.